# Mary McKinney
Mary McKinney (Sacramento, 30 maggio 1873 – Sacramento, 2 febbraio 1987) è stata una supercentenaria statunitense.
Alla morte di Augusta Holtz, avvenuta il 21 ottobre 1986, la McKinney divenne la persona vivente più longeva al mondo e lo rimase fino alla sua stessa morte.

## Biografia
Mary McKinney nacque il 30 maggio del 1873 a Sacramento, in California. La morte di Augusta Holtz nell'ottobre del 1986 la rese la persona più longeva al mondo. Morì il 2 febbraio 1987 all'età di 113 anni e 248 giorni, dopo 104 giorni in cui aveva detenuto il titolo di persona più anziana verificata del pianeta; la britannica Anna Eliza Williams divenne così la nuova decana dell'umanità. L'età finale della McKinney è la più bassa mai raggiunta da un decano dell'umanità dal momento del suo decesso in avanti.
Tra le celebrità nate nello suo stesso anno, il 1873, si annoverano Sergej Vasil'evič Rachmaninov, Tatsukichi Minobe e Kyōka Izumi.